# Татум Дагелет
Татум Дагелет (нід. Tatum Dagelet; нар. 25 лютого 1975, Амстердам) — нідерландська актриса та телеведуча.

## Біографія
Татум — донька актора Ганса Дагелета. Докус Дагелет — її сестра, Монк, Мінгус Дагелет і Чарлі Чан Дагелет — зведені брати і сестра. Вона здобула середню освіту, а в 1994 році вступила до Школи мистецтв в Утрехті. Її дебютом у кіно стала роль у фільмі «Амстердамнед / Amsterdamned» (1988), а згодом вона знялася у фільмі «Загиблий солдат / Voor een verloren soldaat» (1992). Крім того, Татум грала ролі в музичних кліпах (наприклад, Hakkûhbar з балакуном Рубеном ван дер Меєром) і театральних постановках, а також різні ролі другого плану в голландських телесеріалах, серед яких «Toen was geluk heel gewoon» (сезон 3, епізод «Старша молодь»), «Форт Альфа / Fort Alpha» і «Ми знову вдома / We zijn weer thuis». У 2013 році вона зіграла головну роль у фільмі Стівена де Йонга «Leve Boerenliefde» («Хай живе селянське кохання»). У 2017 році вона проїхала на всюдиході від озера Туркана до столиці Кенії Найробі в телевізійній програмі BNN «Найнебезпечніші дороги світу».
У 1997 і 1998 роках Татум Дагелет вела програму Brutale Meiden з Дженніфер де Йонґ на каналі SBS6, а також зіграла роль у телевізійному фільмі Ochtendzwemmers (2001). Вона також зіграла роль у фільмі Brutale Moeders (2005), довгоочікуваному продовженні програми Brutale Meiden.
У 2017 році вона була учасником в програмі «Celebrity Stand-Up», а у 2018 році в програмі «The Roast of Johnny de Mol».
З 2019 року веде програму «Від тата до мами / Van Vader naar Moeder».
У 2019 році брала участь у програмі «Maestro» У 2021 році брала участь у De Alleskunner VIPS.
У 2022 році Дагелет брала участь у програмі «Hunted» разом зі своїм зведеним братом Мінгусом Дагелетом. Того ж року вона брала участь у телевізійній програмі Waku Waku. У 2023 році Дагелет брала участь у телепрограмі The Perfect Picture в Південній Африці.

## Фільмографія
| Рік       |   | Українська назва | Оригінальна назва          | Роль                       |
| --------- | - | ---------------- | -------------------------- | -------------------------- |
| 1988      | ф |                  | Amsterdamned               | Anneke Visser              |
| 1992      | ф |                  | Voor een verloren soldaat  | Gertie                     |
| 1994      | с |                  | We zijn weer thuis         | Karin Wildshut             |
| 1995      | с |                  | 12 steden, 13 ongelukken   | Lilly                      |
| 1995      | с |                  | Toen was geluk heel gewoon | Saskia                     |
| 1995      | с |                  | Voor hete vuren            |                            |
| 1995      | ф |                  | Pepette                    | Oppas                      |
| 1996—1997 | с |                  | Fort Alpha                 | Isolde Bavinck             |
| 1997      | ф |                  | Vet Heftig&nbsp            | Brenda                     |
| 1997      | с |                  | Iedereen kan schaken!      | Iris                       |
| 1998      | с |                  | De Jimmy Hopper Show       | Cliënte                    |
| 1999      | с |                  | Pittige tijden             | Peppie van Kokkie          |
| 2001      | ф |                  | Ochtendzwemmers            | Tanja                      |
| 2013      | ф |                  | Leve Boerenliefde          | Wenda von Zwol             |
| 2013      | с |                  | Sinterklaasjournaal        | Moeder van Meike           |
| 2014      | ф |                  | Stuk!                      | Directrice van Meike       |
| 2016      | с |                  | Voetbalmeisjes             | Selma / Pia                |
| 2017      | ф |                  | De familie Slim            | Julia Slim                 |
| 2022      | с |                  | Tropenjaren                | Aanmeldster kinderopvanger |

## Особисте життя
8 вересня 2000 року Дагелет вийшла заміж за тодішнього діджея 3FM Рууда де Вільда, від якого у неї народилася донька у 2003 році. У 2004 році шлюб було розірвано. З 2008 по 2015 рік перебувала у стосунках з футболістом Даніелем де Ріддером. Про розлучення з де Вільдом і взагалі про те, з чим пов'язане розлучення з дітьми, вона написала книгу «Drinken, vloeken en hopen dat je bemind wordt» у 2011 році.